# Малое предпринимательство
Ма́лое предпринима́тельство (малый би́знес) — предпринимательство, опирающееся на деятельность небольших независимых фирм, малых предприятий.
В последние годы чаще используется термин малое и среднее предпринимательство. Малые и средние предприятия (сокр. МСП) — коммерческие организации, показатели деятельности которых не превышают законодательно установленных пороговых значений.
Малое и среднее предпринимательство создает значительное количество рабочих мест в отраслях с низкой капиталоёмкостью, играет заметную социальную роль в обществе.

## Малое и среднее предпринимательство Российской Федерации

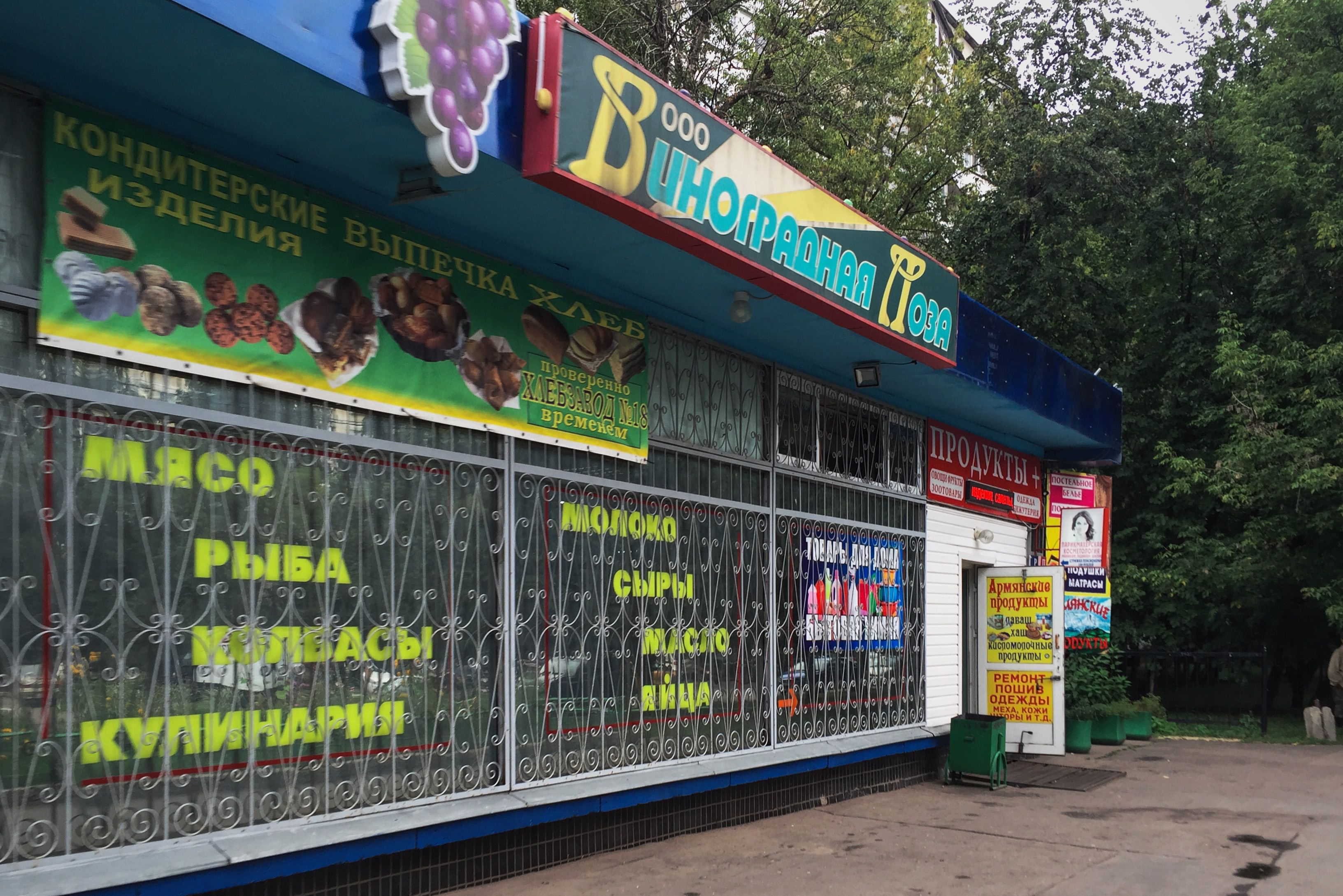
Продовольственный магазин в жилых массивах или сельской местности — один из наиболее часто встречающихся в СНГ типов микропредприятий

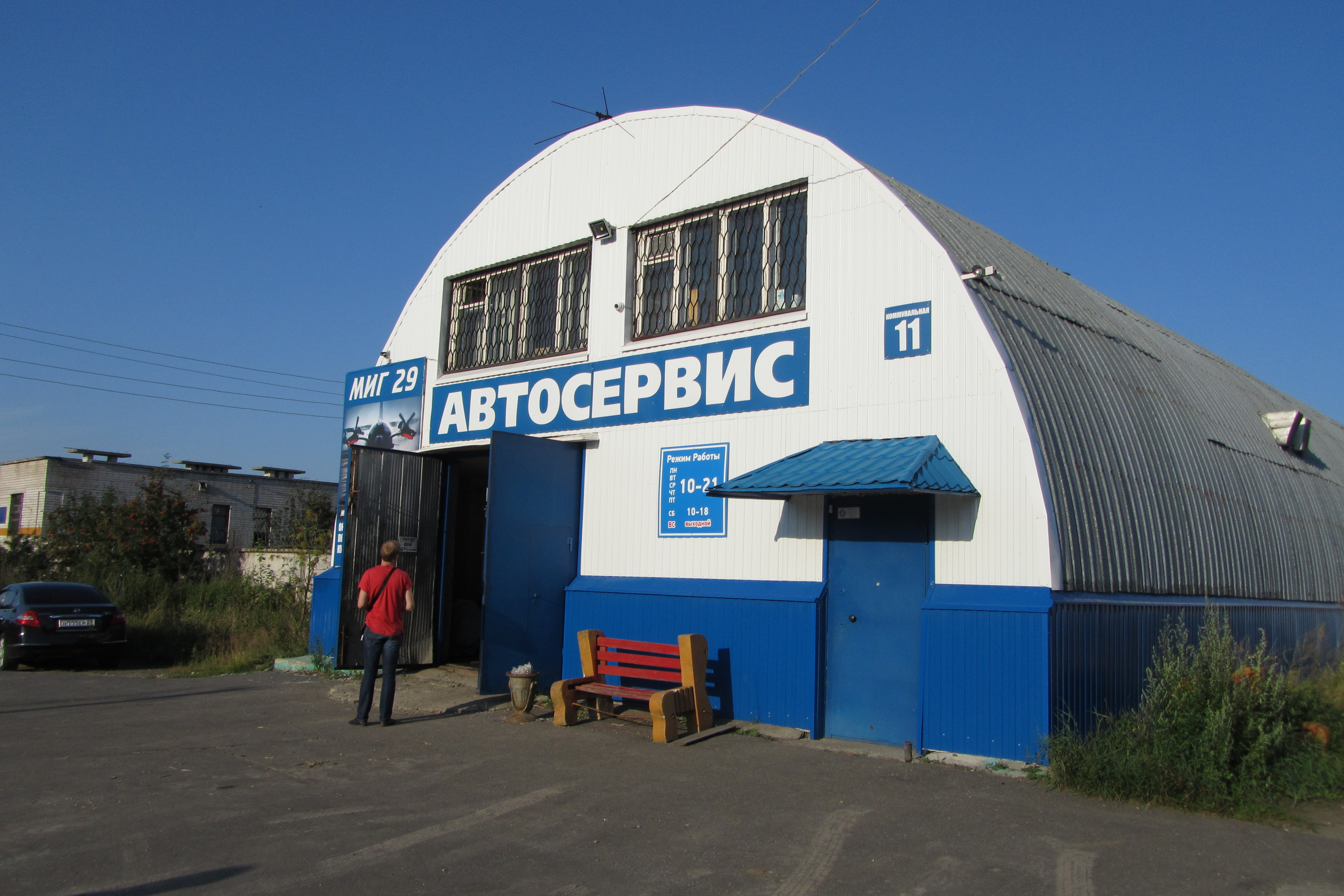
Малые и средние предприятия имеют большое значение на рынке услуг частным потребителям

### Законодательство
Деятельность субъектов малого и среднего предпринимательства в России регулируется принятым 24 июля 2007 года Федеральным законом 209-ФЗ «О развитии малого и среднего предпринимательства в Российской Федерации», в котором указаны критерии отнесения предприятия к малому предпринимательству.
К субъектам малого и среднего предпринимательства относятся внесённые в единый государственный реестр юридических лиц потребительские кооперативы и коммерческие организации (за исключением государственных и муниципальных унитарных предприятий), а также физические лица, внесённые в единый государственный реестр индивидуальных предпринимателей и осуществляющие предпринимательскую деятельность без образования юридического лица (далее — индивидуальные предприниматели), крестьянские (фермерские) хозяйства, соответствующие перечисленным ниже условиям.
23 сентября 2009 года тогда ещё председатель правительства РФ В. В. Путин огласил начинания Правительства РФ по содействию развитию малого и среднего предпринимательства в России:

1. Сохранить для высокотехнологичных предприятий ставку отчислений в Пенсионный фонд на уровне 14 % (с 2011).
2. Освободить предприятия, внедряющие энергоэффективное оборудование, от налога на имущество на срок до трёх лет.
3. Отменить налог на прибыль от продажи ценных бумаг — при условии, что срок владения ими превышает пять лет и они не обращаются на биржевом рынке.
4. Освободить компании, работающие в сфере образования и здравоохранения, от уплаты налога на прибыль на срок до девяти лет.
5. Передать в местные бюджеты большую часть дохода от продажи патентов на осуществление предпринимательской деятельности.
6. Продлить на три года льготный порядок приватизации арендуемой у государства недвижимости. Освободить все сделки по приватизации от НДС.
7. Сделать действие лицензий на предпринимательскую деятельность бессрочным (сейчас — нужно продлевать каждые пять лет).
8. Пакет госпомощи малому и среднему предпринимательству в 2010 году — 13 млрд руб.

Ограничение по статусу
Согласно ст. 4 ФЗ «О развитии МСП в РФ» для юридических лиц — суммарная доля участия Российской Федерации, субъектов Российской Федерации, муниципальных образований, иностранных юридических лиц, иностранных граждан, общественных и религиозных организаций (объединений), благотворительных и иных фондов в уставном (складочном) капитале (паевом фонде) указанных юридических лиц не должна превышать двадцать пять процентов (за исключением активов акционерных инвестиционных фондов и закрытых паевых инвестиционных фондов), доля участия, принадлежащая одному или нескольким юридическим лицам, не являющимся субъектами малого и среднего предпринимательства, не должна превышать 49 % (данное ограничение не распространяется на хозяйственные общества, деятельность которых заключается в практическом применении (внедрении) результатов интеллектуальной деятельности (программ для электронных вычислительных машин, баз данных, изобретений, полезных моделей, промышленных образцов, селекционных достижений, топологий интегральных микросхем, секретов производства (ноу-хау)), исключительные права на которые принадлежат учредителям (участникам) таких хозяйственных обществ — бюджетным научным учреждениям или созданным государственными академиями наук научным учреждениям либо бюджетным образовательным учреждениям высшего профессионального образования или созданным государственными академиями наук образовательным учреждениям высшего профессионального образования).
Ограничение по численности работников
В зависимости от средней численности работников за календарный год предприятия согласно ст. 4 ФЗ «О развитии МСП в РФ» подразделяются на:
- микропредприятия — до 15 работников включительно;
- малые предприятия — до 100 работников включительно;
- средние предприятия — от 101 до 250 работников включительно.

Ограничение по выручке
С 4 апреля 2016 года согласно Постановлению Правительства РФ от 4 апреля 2016 года N 265 предельные значения дохода, полученного от осуществления предпринимательской деятельности за предшествующий календарный год, определяемого в порядке, установленном законодательством Российской Федерации о налогах и сборах, суммируемого по всем осуществляемым видам деятельности и применяемого по всем налоговым режимам, для следующих категорий субъектов малого и среднего предпринимательства:
- микропредприятия — 120 млн рублей;
- малые предприятия — 800 млн рублей;
- средние предприятия — 2 млрд рублей.

### Развитие
Малое и среднее предпринимательство весьма неравномерно развито между странами и регионами. При этом его роль в отдельных странах достигает 60—70 % от ВВП и занятости, но в России — существенно меньше. По большинству показателей в развитии малого и среднего предпринимательства в России наблюдаются отрицательные тенденции, а также МСП не способствует росту доходов населения, формированию среднего класса и снижению уровня безработицы.
Различия в условиях для развития предпринимательства и увеличения количества малых предприятий в последние годы принято связывать с региональными различиями предпринимательской инфраструктуры. В России эти различия настолько велики и устойчивы на протяжении десятилетий, что можно выделить разные типы регионов. К регионам-лидерам относятся Санкт-Петербург, Москва, Калининградская, Новосибирская, Самарская, Ярославская, Свердловская, Белгородская области, а неблагоприятные условия для малого предпринимательства сложились на Северном Кавказе, в северных регионах и на Дальнем Востоке из-за больших природных и институциональных издержек.
Есть инструменты и модели, способствующие преодолению основных барьеров развития. Например, франчайзинг позволяет предпринимателям начинать дело по готовой схеме крупной сети, используя их товарные знаки и технологии, а также возможности финансирования некоторых этапов. В России, как и во многих странах мира, франчайзинг активно развивается. Примеры сфер предпринимательства, где действуют много франчайзинговых предприятий: торговля, общественное питание, туризм.
Из-за пандемии COVID-19 (с 2020 года) число малых предприятий к середине 2020 г. снизилось на 2,4 % и составило 6 млн субъектов, а к 2021 г. сократилось на ещё на 220 тыс. (общее к-во, на весну 2021 — 5 млн 780 тыс.), при этом официальная занятость в нём выросла на 1,3 %.
По итогам 2020 г.:
- Сектор малого и среднего предпринимательства (МСП) сокращался в связи с падением доходов, введением онлайн-касс и повышением НДС[10], но в 2020 г. сократился сильнее, но объективные данные появятся только в августе 2021 г. (фирмы откладывают ликвидацию).
- Уверенность и деловая активность малых предпринимателей снизились до минимальных уровней, наблюдавшихся в кризисный 2015 г.
- Снижение числа субъектов МСП на −4,2 % в 2020 г. могло привести к сокращению ВВП России на −0,22-0,67 %[11] из −3,1 % по итогам года.
- Сильнее сократилось малое предпринимательство в крупнейших агломерациях, северных сырьевых и приграничных регионах. Отрицательно повлияли строгость карантинных мер в городах[12], более высокая доля подверженных ограничениям отраслей, а положительное влияние оказали: более высокие доходы населения и лучшие условия делового климата (индекс АСИ).
- Общий рост занятости в секторе МСП на 0,07 % частично объяснялся переходом крупных компаний в статус средних, а частично — досдачей отчётности, особенно в южных регионах[13].
- Численность занятых в секторе МСП сократилась в 61 регионе, но выросла — в 24. Сильнее пострадали северные и слаборазвитые регионы; меньше сократилась занятость в агломерациях с крупными рынками и высоким уровнем цифровизации, вблизи них, а также в южных сельскохозяйственных регионах.
- Положительной зависимости между поддержкой и сохранением МСП нет. В целом поддержка выше в более пострадавших регионах, где финансирование увеличивали местные власти.

За 2023 год около 28,5 тыс. МСП перешли в более высокую категорию. Свыше 26 тыс. микропредприятий стали малыми, а около 900 — сразу средними. 1,5 тыс. малых компаний получили статус средних. Лидерами перехода МСП в более высокие категории стали Мордовия, Карачаево-Черкесская Республика, Тыва, Тамбовская, Магаданская и Пензенская области.

### Поддержка малого предпринимательства
Малое и среднее предпринимательство (МСП) является одним из приоритетов государственной политики. В 2016 году была разработана и принята Стратегия развития малого и среднего предпринимательства в Российской Федерации на период до 2030 года. В 2017—2018 годах было выполнено 82 % мероприятий Стратегии, хотя по многим показателям отсутствуют статистические данные. В рамках исполнения майского указа президента[какого?] запущен Национальный проект «Малое и среднее предпринимательство и поддержка индивидуальной предпринимательской инициативы», рассчитанный на период с 2018 по 2024 годы. Тем не менее, в России развитие экономики федеральные власти в основном связывали с крупным предпринимательством, в том числе госкорпорациями, несмотря на попытки дерегулирования экономики и создания условий для предпринимательской инициативы.
Основными лоббистами интересов малого и среднего предпринимательства в России являются ТПП России и РСПП. В 2013 году в кулуарах XII Всероссийского форума «Дни малого и среднего бизнеса России — 2013» Президентом ТПП РФ была поднята проблема чрезмерного повышения страховых взносов. В 2014 году Правительством РФ утверждена программа поддержки малого предпринимательства. В рамках этой программы предусмотрен ряд мер, в том числе финансовых, правовых и административных. Одним из основных инициаторов Программы выступила ТПП РФ. В 2016 году Катыриным было инициировано ужесточение процедуры введения новых налогов для исключения двойного и тройного налогообложения.
Государственный «Внешэкономбанк» (ВЭБ) через собственный, специально созданный «Российский Банк поддержки малого и среднего предпринимательства» (ОАО «МСП банк») осуществляет программы финансовой поддержки малого и среднего предпринимательства. Эту программу кредитования ещё называют «Шесть с половиной», а её особенность состоит в льготных условиях для приоритетных отраслей экономики (для средних предприятий под 10 процентов годовых, для малых — под 11). Приоритетность отрасли определяет Правительство РФ.
Создана государственная «Корпорация по поддержке МСП» («Корпорация МСП»).
Опросы 2016 г. показали, что 44 % представителей малого предпринимательства осведомлены о действующих программах государственной поддержки, при этом 13 % из них указали, что имеют опыт пользования такими программами. По результатам опроса малых предприятий специалистами РАНХиГС только 9 % указали, что использовали меры поддержки, при этом большинство мало осведомлено о мерах поддержки.
Согласно статистическим данным, пандемия затронула деятельность более 70 % малых, средних и крупных предприятий, а также индивидуальных предпринимателей в Российской Федерации. Малому и среднему предпринимательству пришлось столкнуться с необходимостью поиска дополнительных источников финансирования, в том числе через государственную поддержку.
После пандемии необходим поиск иных методов и инструментов поддержки малого и среднего предпринимательства. Традиционные меры поддержки могут помочь в период кризисов, но могут быть неэффективны в условиях слабого развития институтов. На смену прямой поддержки (субсидии, гранты) могут прийти распространённые в развитых странах подходы, направленные на формирование местных предпринимательских систем.
По информации премьер-министра РФ Михала Мишустина, в 2022 году представители МСП в качестве кредитной поддержки получили около 1,25 трлн руб., также им были предоставлены льготные займы со средней ставкой в 6,5 %. Более 800 млрд рублей малым предприятиям сэкономили увеличенные сроки выплаты по упрощённой системе налогообложения и страховых отчислений. Госкомпании были обязаны осуществлять 25 % своих закупок у предприятий МСП со сроком оплаты до семи дней и предоплатой до 50 %. В итоге, объём закупок госкомпаний у небольших фирм превысил 7 трлн рублей.

### Уровень доверия предпринимателей кбанковской системе в России
По данным опроса, проведённого центром НАФИ (Национальное Агентство Финансовых Исследований), 10 % руководителей компаний предприняли какие-либо действия в связи со случаями отзыва лицензий банков. Наиболее распространённая реакция — смена банка (18 % тех, кто что-либо предпринимал); 12 % перестали хранить деньги на счетах; ещё по 10 % открыли либо имеют счёт в другом банке; 6 % сняли наличные со счёта, а 4 % находятся в поиске нового банка. Опросы показали, что 4 % закрыли счета в негосударственных банках и столько же перевели средства в Сбербанк.
66 % предпринимателей уверены в финансовой устойчивости банка, в котором обслуживается их организация, и таковых больше всего среди представителей среднего предпринимательства (76 %). Неуверенных — только 13 %, и это чаще всего — малые предприятия (17 %).
Таблица: «Насколько Вы уверены в финансовой устойчивости банка, в котором обслуживается ваша организация?», в % (всероссийский опрос, №=500)
|                      | Все опрошенные | Малые предприятия (включая микро-) | Средние предприятия |
| -------------------- | -------------- | ---------------------------------- | ------------------- |
| Полностью уверены    | 35             | 33                                 | 41                  |
| Скорее уверены       | 31             | 29                                 | 35                  |
| Скорее не уверены    | 10             | 13                                 | 6                   |
| Абсолютно не уверены | 3              | 4                                  | 1                   |
| Затрудняюсь ответить | 21             | 20                                 | 17                  |

## В других странах
В Японии и некоторых европейских странах используется термин «малое и среднее предпринимательство» для определения небольшого предприятия. В уставе ОЭСР сказано, что предприятия, на которых работает не больше 19 человек, считаются весьма малыми, от 20 до 100 человек — малыми. Если на предприятии занято со 100 по 499 человек — это среднее предприятие. Крупным считается предприятие, если на нём работает больше 500 человек. В Евросоюзе микро-, малые и средние предприятия обозначаются термином «малое и среднее предпринимательство».
В начале 1970-х годов в ЕС стала развиваться национальная система поддержки и регулирования малого и среднего предпринимательства, а малое предпринимательство начало развиваться в 1980-х годах. Сейчас малые предприятия помогают увеличить занятость в Европе.
В Дании, Нидерландах, Чехии, Франции, Эстонии, Швейцарии, Австрии для малых предприятий предоставляются специальные условия по гарантиям для стартапов. В Бельгии, Польше, Словакии, Финляндии, Италии, Германии, Нидерландах — гарантии по кредитам для малых и средних предприятий. Ряд стран осуществляет государственное софинансирование, налоговые льготы, отсрочку платежей, субсидирование процентных ставок. Работают банки, которые специализируются на кредитовании малых и средних предприятий.
Наблюдаются существенные различия между странами мира в определении малого и среднего предпринимательства, поэтому прямое сопоставление их роли в экономике ограничено.
Существует Европейская хартия для малых и средних предприятий, её положения входят в Многолетнюю программу по малому и среднему бизнесу, благодаря которой были реализованы некоторые проекты. В Европе развитие малого и среднего предпринимательства происходит на двух уровнях — национальном уровне и при помощи программ, которые реализуются под эгидой ЭС. Есть программа «Eureka», которая создана для поддержки инновационных проектов. В каждой стране, которая входит в состав ЕС, есть национальные системы поддержки развития малого инновационного предпринимательства.
По результатам анализа зарубежных мер поддержки субъектов МСП в условиях распространения коронавирусной инфекции можно сделать вывод, что меры, применяемые за рубежом, являются достаточно разнообразными. Так, в азиатских странах, таких как Китай, Япония, Республика Корея, сделан упор на механизм льготного кредитования субъектов МСП, а также на освобождение малых и средних предприятий от кредитных обязательств, в то время как в странах Европейского союза сделан упор на освобождение субъектов МСП от налоговых обязательств, а также на финансовую помощь и субсидии.

### Франция
Во Франции малое и среднее предпринимательство хорошо развито. В стране есть налоговый кредит на инновационную и исследовательскую деятельность, происходит стимулирование кредитования малых и средних предприятий. Государственная политика страны направлена на то, чтобы развивать малое предпринимательство и сокращать уровень безработицы.

### Швейцария
В Швейцарии за разработку и воплощение в жизнь политики правительства по поддержке малого и среднего предпринимательства отвечает Дирекция по территориальному развитию, которая входит в состав Государственного секретариата экономики Швейцарии. Для финансирования малых и средних предприятий в стране есть ипотечные кредиты, венчурные фонды и банки. Во многих регионах работают агентства по развитию, которые помогают развиваться малым и средним предприятиям. В Швейцарии может быть полное освобождение от налога на прибыль на 10 лет. Малые и средние предприятия могут воспользоваться льготным кредитованием.

### Испания
Властями Испании введён шестимесячный мораторий на налоги для малых и средних предприятий и самозанятых. Компаниям сокращён на 75 % взнос на социальное обеспечение. При этом, организации, в которых работает менее 50 работников, полностью освобождаются от данного взноса.

### Германия
Самозанятые лица и предприниматели с сотрудниками до пяти человек получили экстренную финансовую помощь в совокупном размере до 14 тыс. евро. Для организаций со штатом сотрудников до десяти человек выделили из федерального бюджета до 15 тыс. евро. Кроме того, федеральное Правительство выделило 40 млрд евро для самозанятых и малых фирм (примерно 10 млрд евро), в виде прямых субсидий предприятиям и микропредприятиям, состоящим из одного человека, а 30 млрд евро предоставили в виде льготных кредитов.

### Великобритания
Среди мер поддержки малого и среднего предпринимательства правительство Великобритании стоит выделить организацию выплат самозанятым людям, понесшим убытки в условиях пандемии, налогооблагаемого гранта в размере 80 % от их среднемесячной прибыли за последние три года (но не более 2 500 фунтов стерлингов в месяц). Таким образом правительство покрывает ту же сумму дохода для работающего не по найму человека, как и для уволенных сотрудников, которые также получают грант в размере 80 %. При этом указанные гранты облагаются налогом, который должен быть внесён в налоговую декларацию до января 2022 г..

### Япония
Государством разработан механизм льготного кредитования субъектов МСП. Установлены специальные условия кредитования малых и средних предприятий: в первые три года процентная ставка снижается на 0,9 % (для организаций, продажи которых сократились более, чем на 5 %), а также специальная система субсидированных процентных платежей для тех, кто воспользовался особым кредитованием (для малых предприятий — сокращение продаж более чем на 15 %, для средних предприятий — сокращение продаж более чем на 20 %). Отсрочка платежа может составлять до пяти лет.

### Китай
- 2013: В качестве меры по стимулированию экономики введены налоговые льготы для малого предпринимательства. С 1 августа 2013 заморожен налог на добавленную стоимость и налог с оборота для малых предприятий, чей ежемесячный объём продаж не превышает 20 тысяч юаней (примерно 3,3 тыс. долл. США). По оценкам правительства, от этих льгот выиграют более 6 миллионов малых предприятий, увеличатся доходы и повысится уровень занятости у миллионов китайцев. Новые меры стимулирования предусматривают также упрощение процедуры таможенного оформления, снижение эксплуатационных сборов и облегчение экспорта для малых и средних частных предприятий[33]. Малые и средние предприятия освобождены от уплаты налогов сроком до трёх месяцев, а также отложен возврат процентов по кредитам. Снижены требования к кредитным организациям по нормам обязательного резервирования с целью увеличения ликвидности в стране[5].

### США
Структура малого и среднего предпринимательства США:
| Тип компании     | Годовой оборот               | Количество компаний | Занятость |
| Малые компании   | менее 10 млн долларов        | около 6 млн         | 35%       |
| Средние компании | от 10 млн до 1 млрд долларов | 195 000             | 34%       |

Сегмент среднего рынка принято подразделять на три сегмента:
- компании с наименьшим оборотом (они ближе к малым компаниям);
- компании, конкурирующие в среднем сегменте (годовой оборот от 20 до 500 млн долларов);
- компании с наибольшим годовым оборотом (сближаются с крупными компаниями)[34].

В Соединенных Штатах Америки «малым бизнесом» могут называть и малые и средние предприятия.

### Украина
Структура малого и среднего предпринимательства на Украине:
| Тип компании     | Кол-во сотрудников | Годовой доход             | Кол-во субъектов |
| Микропредприятия | до 10              | не более экв. 2 млн евро  | 1910830          |
| Малые компании   | 10—49              | не более экв. 10 млн евро | 47555            |
| Средние компании | 50—249             | не более экв. 50 млн евро | 15510            |